# Rówek
Rówek [ˈruvɛk] (tiếng Đức: Rowe) là một khu định cư ở khu hành chính của Gmina Ustka, thuộc Hạt Słupsk, Pomeranian Voivodeship, ở miền bắc Ba Lan. Nó nằm khoảng 17 kilômét (11 mi) phía đông bắc của Ustka, 23 km (14 mi) phía bắc Słupsk và 108 km (67 mi) phía tây thủ đô khu vực Gdańsk.
Trước năm 1945, khu vực này là một phần của Đức. Đối với lịch sử của khu vực, xem Lịch sử của Pomerania.

## Cư dân đáng chú ý
- David Jonathan Jark von Gostkowski (1721-?), Cán bộ và cha của Ludwig Yorck von Wartenburg